# استثمار الوثائق

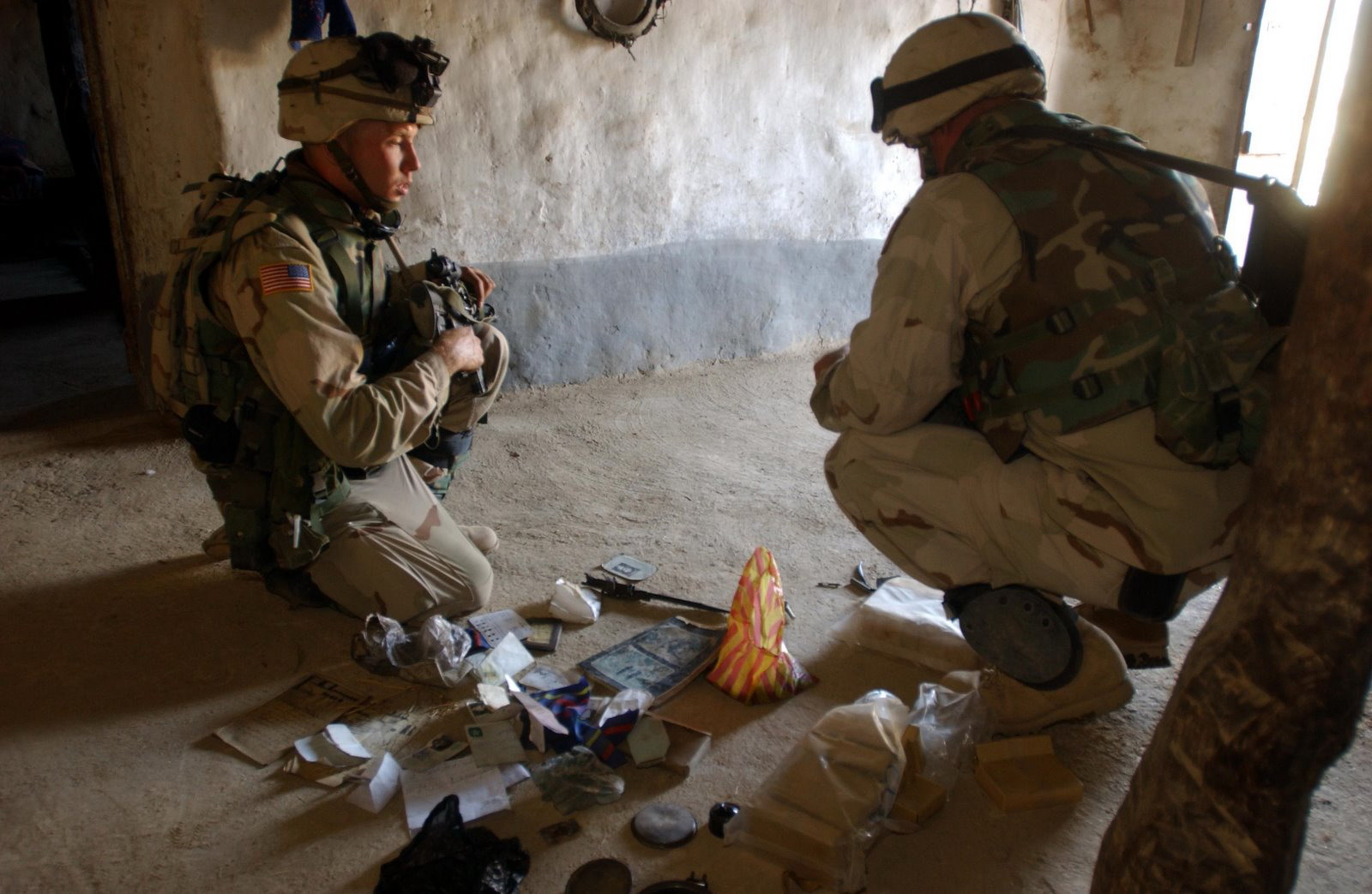

استثمار الوثائق (DOCEX) هو مجموعةٌ من العمليّات التي تجريها القوات المسلحة الأمريكية لاكتشاف الوثائق الحربيّة وتصنيفها واستخدامها. في سبيل إنجاز مهامّهم في الحرب على الإرهاب، يجمع عناصر القوّات المسلّحة الأمريكيّة أعدادًا ضخمة من الوثائق المكتوبة بصيغٍ كثيرة ولغات مختلفة. فإذا اشتُبِه في أن الوثائق قد تحوي معلوماتٍ لها قيمةٌ استخباراتيّة محتملة، تحدّد قراءة سريعة ودقيقة الأهدافَ، وتدعم إنجاحَ عمليّات لاحقة، وتعزز الجهود التكتيكية والإستراتيجيّة في مجال الاستخبارات الشاملة. يمكن أن يعزز الحجم الكامل للوثائق المجموعة في العمليات العسكرية قدرة وحدة على استخراج معلومات ذات معنى في وقت قياسي.
أُقيمت منشأة استثمار وثائق كذلك في وحدة الدليل الآمن في المحكمة العليا العراقية لاستخراج الأدلة من وثائق متّصلة بالنظام العراقي. جرى استثمار 6 ملايين صفحة فنتج عن ذلك أوامر تنفيذية عديدة، وأُتيحت وثائق أخرى تدلّ على التورّط في الجريمة للمحكمة. اختلفت هذه المنشأة في أنه قد عمل بها في الغالب عراقيّون، بإدارة دولية. ركّزت هذه المنشأة على الأدلّة لا على الاستخبارات لأنّ معظم الوثائق المتعلّقة كانت من ثمانينيّات القرن العشرين.

## تعريفات
استثمار الوثائق هو استخراج معلومات من وثائق محتمَلة الخطر لأهداف استخباراتيّة أو بهدف إيجاد معلومات مطلوبة. تكون هذه الوثائق في ملك المشتبَه به، أو أنّه هو كاتبها، أو تكون متعلّقة بشكل مباشر بحالة تهديد مستقبليّ. يحدث استثمار الوثائق إما ضمن نشاطات الجمع الاستخباراتيّ أو منفصلا.
الوثيقة هي أيّ كمّيّة من المعلومات المسجلة بصرف النظر عن الشكل أو الصيغة. تتضمّن الوثائق الموادّ المطبوعة من كتب ومجلات ونشرات وخرائط، والسجلّات الرسميّة الحكوميّة أو العسكريّة، والعملات، والخرائط، والمخططات، والمعلومات الشخصية كاليوميّات ودفاتر الملاحظات والجرائد والصور والرسائل والفواتير والبيانات المصرفيّة، والوسائط المسجّلة إلكترونيا كملفّات الحاسوب، وأشرطة التسجيل، وتسجيلات الفيديو، وكلّ المعدّات الإلكترونيّة المستخدمة في إنشاء الوسائط أو تخزينها كالهواتف المحمولة والحواسيب والكاميرات وأجهزة المساعد الرقمي الشخصي.
وفي هذا المقال تعدّ عمليّة استثمار الوثائق مجالا عسكريا يُنَفّذ ضمن العمليات الحربية، ومنفصلة عن استثمار الوثائق والوسائط (DOMEX). استثمار الوسائط والوثائق (DOMEX) هو معالجة وثائق ملموسة أو إلكترونيّة وترجمتها وتحليلها ونشرها، وتكون هذه الوثائق مملوكة لحكومة الولايات المتحدة لا مُتاحة للعموم. يستبعد هذا التعريف لاستثمار الوسائط والوثائق: تغيير الوثائق والوسائط في خلال عمليات الجمع والمراجعة الأولية والتخزين، والوثائق والوسائط المحجوبة من نظام نشر الوسائط والوثائق لمجتمع الاستخبارات الأمريكية بما يوافق المعاهدات والسياسات التي يقرّها رئيس الاستخبارات الوطنية لحماية المصادر والطرائق. في هذا المقال تعدّ عمليّة استثمار الوسائط والوثائق نشاطا تنفذه منظمات متعددة تحت إشراف هيئة استثمار الوسائط والوثائق المكوّنة من كبار المسؤولين التنفيذيين لمركز استثمار الوسائط القومي، ووكالة الاستخبارات الدفاعية (بصفتها وكالة تنفيذية)، ووكالة الاستخبارات المركزية، ومكتب التحقيقات الفدرالي، ومركز الجريمة الإلكترونية الدفاعي، والجيش الأمريكي، ووكالة الأمن العام القومية، وإدارة مكافحة المخدرات، وإدارة الأمن الوطني.

## عملية استثمار الوثائق
تجري عملية استثمار الوثائق على أقل درجة ممكنة لتسهيل استثمار الموادّ المجموعة وتسريعه. يجمع عناصر الخدمة معرفةً أساسية بعملية استثمار الوثائق بالتدريب على المهارات العامّة، مثل دورة القائد الرئيس التي يقدمها الجيش الأمريكي. إن الاستيعاب الأولي لوثائق العدوّ المأسورة يقدّمه على مستوى السريّة العسكرية فريق موقع استثمار الوثائق، والتحليل الأولي تجريه دائرة من موظفي الاستخبارات العسكرية العاملين في كتيبة أو لواء من فرق دعم استثمار الوثائق. تُرْجَع المعلومات الفعّالة القيّمة التي جمعتها كتيبة استثمار الوثائق أو اللواء إلى الوحدة التي التقطتها بأسرع ما يمكن لتحقيق أهداف استخباراتية مستعجلة. جريان عمليات وثائق العدو المأسورة من أصغر درجة إلى أكبرها تمر بتطبيقات متعددة لاستخراج المعلومات تتزايد في تعقيدها ونجاحها حتى تصنَّف المعلومات تحت استثمار الوثائق والوسائط تحت رعاية مجتمع الاستخبارات الأمريكي ومدير الاستخبارات القومية. يكون تسلسل الأحداث في عملية استثمار الوثائق التي يجريها فريق موقع استثمار الوثائق كما يلي:
1. الاستلام، الوسم
2. التصنيف، التخزين، التسجيل
3. العرض
4. الترجمة المنظورة (الترجمة الهجينة/التفسير)
5. التحليل
6. الإبلاغ

### 1. الوسم
تبدأ المسؤولية على الوثيقة من لحظة دخوله إلى ملك الولايات المتحدة. يجب ألّا تُعَلّم الوثائق الأصلية ولا تبدَّل ولا تمحى، وتعاقب الوحدة التي التقطت الوثائق بعقوبة متعلّقة بأسرى الحرب (DD Form 2745) من أجل كلّ وثيقة. العمليات العسكرية الجارية تعطّل هذا الشرط (شرط ألّا توسمَ الوثائق) حتّى وقف القتال. كل الوثائق المأسورة للعدو توضع في صناديق لا تتأثر بالجوّ، وكل هذه الصناديق تُعَلَّم بالوقت والتاريخ، واسم الوحدة التي التقطتها، وهويّة المصدر، وملخّص للظروف والأحوال التي التقطت فيها هذه الوثائق.

### 2. التصنيف، التخزين، التسجيل
أول وحدة لاستثمار الوثائق تتسلّم الوثائق المأسورة للعدوّ تصنّفها وتجمعها. تخصص للوثائق أرقام ملفّات، وتسجّل هذه المعلومات: اسم الوحدة الملتقطة للوثائق، رقم الملف، الوقت والتاريخ الذي تسلّمت فيه وحدة استثمار الوثائق الوثيقة، وصف الوثيقة، إلى أين سترسل الوثائق (وجهات الإحالات)، والملاحظات المتصلة. التصنيف والتخزين الصحيحان لوثائق العدو المأسورة يكون تحت مسؤولية عالية وله قيمة دليليّة.

### 3. العرض
عرض الوثائق هو التقييم السريع، ولكن المنظّم، للوثائق لمعرفة إذا كانت تحوي معلومات أوليّة. الوثائق المختارة الأولية تُستثمر مباشرة لتجتمع إلى أولويّات إدارة مجموعة الاستخبارات. لأهداف العرض، تُعدّ الوثائق غير مصنّفة إلا إذا كانت منشأة في الولايات المتحدة أو إحدى الدول الحليفة، وصُنّفت هناك. طور عرض الوثيقة هو خطوة مكمّلة في عملية استثمار الوثائق إذ يحدد العرض هل ستطبق بعض إجراءات الاستخراج أو لا. المفسّرون والمحللون الاستخباراتيون العارفون يعملون معًا مع خبراء في تقنية المعلومات ليقرروا سير عملية استثمار الوثائق في خلال طور العرض. الترجمة الكاملة غير ضرورية في هذا الطور من عملية استثمار الوثائق، ولكن ترجمةً كافية للوثائق ضرورية لتحدد معنلا الوثائق وصلتها بأولويات المتطلبات الاستخباراتية.

### 4. الترجمة
ليست الترجمة في ذاتها تقريرا استخباراتيا، ولكن الترجمة شرط لعملية استثمار الوثائق. يجب أن تحتوي تقارير الترجمة على: وجهة التقرير، أيّ وحدة أعدّت التقرير، تاريخ الترجمة ووقتها، الرقم السري للوثيقة ووصف الوثيقة، واسم المترجم، ونوع الترجمة (كاملة أو مستخرجة أو ملخصة)، وملاحظات للتوضيح والتصنيف (إن وُجِدت).

### 5. التحليل
يفيد تحليل وثائق العدو المأسورة الاستخبارات، ويكون على ثلاثة مراحل: التخمين، الإدماج، الاستنتاج.
- التخمين: تصفية المعلومات المقيّمة وترتيبها لتحدّث أنماطا ذات معنى فيما يتعلق بالعمليات الحالية والوشيكة ونيّة القائد العسكري. تنشر المعلومات الاستخباراتية المعدودة مستعجلة في هذا الطور قبل المعالجة اللاحقة.
- الإدماج: إدماج المعلومات المطوّرة حديثا المعزولة في طور التخمين بالمعلومات السابقة لرسم صورة عامة أو فرضية لأنشطة العدو أو العوامل البيئية المؤثرة في منطقة العملية.
- الاستنتاج: ترسم الاستنتاجات بمقارنة وثائق العدو المأسورة بالمعلومات السابقة لمعرفة علاقات مفيدة بين حالات العدو، ومكان العملية، ونية القائد، وحماية القوّات.

### 6. الإبلاغ
تبلّغ المعلومات المجموعة من وثائق العدو المأسورة عادة بصيغة SALUTE أو تقرير المعلومات الاستخباراتي. يتضمن تقرير SALUTE الحجم والنشاط والمكان والوحدة والوقت والمعدات. تقرير المعلومات الاستخباراتي هو الصيغة الأكثر تعارفا وقبولا في مجتمع الاستخبارات، وعادة ما يجري إنتاجه لدى وحدات عالية المستوى. تسمّى تقارير SALUT أحيانا بتقارير SPOT، وهي تقارير سريعة تقدّم معلومات استخباراتية سريعة وتحديثات الحالة بالنظر إلى الأحداث التي قد يكون لها تأثير مباشر وكبير على المخططات والعمليات الحالية. القادة التكتيكيون، والمحققون، ومحللو الاستخبارات يشاركون جميعا في إعداد هذين النوعين من التقارير.